# Psiguria umbrosa
Psiguria umbrosa là một loài thực vật có hoa trong họ Cucurbitaceae. Loài này được (Kunth) C.Jeffrey miêu tả khoa học đầu tiên năm 1978.